# Hayate Toma
Hayate Toma (當麻 颯 Toma Hayate?), född 21 april 2002 i Osaka prefektur, är en japansk fotbollsspelare.
Toma började sin karriär 2019 i Gamba Osaka.